# إرشادات تصنيف على التلفزيون
إرشادات تصنيف على التلفزيون (بالإنجليزية: TV Parental Guidelines) هي نظام تصنيف محتوى تلفزيوني في الولايات المتحدة تم اقتراحه لأول مرة في 19 ديسمبر 1996 من قبل كونغرس الولايات المتحدة وصناعة التلفزيون ولجنة الاتصالات الفيدرالية (اف سي سي) ، ودخل حيز التنفيذ بحلول 1 يناير 1997 ، في معظم شبكات البث والكابلات الرئيسية استجابةً للاهتمامات العامة  بشأن المحتوى الجنسي الواضح بشكل متزايد ، والعنف التصويري والألفاظ النابية في البرامج التلفزيونية. تم تأسيسه كنظام مشاركة تطوعية ، مع تصنيفات تحددها شبكات البث والكابلات المشاركة بشكل فردي.

## التصنيفات
- يتم سرد الوصف المباشر لكل تصنيف من مجلس مراقبة إرشادات الوالدين تي في فوق وصف التصنيفات الموسعة بخط مائل.

### TV-Y
يهدف هذا التصنيف إلى جمهور صغير جدا ، بما في ذلك الأطفال من سن 2-6 سنوات.
تم تصميم تصنيف TV-Y لتكون مناسبة للأطفال.

### TV-Y7
هذا التصنيف هو الأنسب للأطفال من سن 7 سنوات فما فوق.  تصنيف TV-Y7 مصممة للأطفال من سن 7 سنوات فما فوق.

### TV-G
هذا التصنيف مناسب لجميع الأعمار. </br> يناسب التصنيف د TV-G عمومًا جميع الجماهير ، على الرغم من أنها قد لا تحتوي بالضرورة على محتوى يثير اهتمام الأطفال. تنص لجنة الاتصالات هذا التصنيف يحتوي على القليل من العنف أو لا تحتوي على أي عنف ، ولغة معتدلة ، وقليل من الحوار أو المواقف الجنسية أو منعدمة. 

### TV-PG
يحتوي هذا التصنيف على مواد قد يجدها الآباء غير مناسبة للأطفال الصغار. يوصى بإرشاد الوالدين. </br> قد تحتوي البرامج المصنفة TV-PG على بعض المواد التي قد يجدها الآباء أو الأوصياء غير مناسبة للأطفال الصغار . قد تتضمن البرامج التي تم تصنيفها على TV-PG بعض اللغة غير اللائقة و / أو محتوى جنسي قليل جدًا و / أو حوار موحي جنسيًا و / أو عنفًا خفيفًا.

### Tv-14
يكون هذا التصنيف غير مناسب للأطفال دون سن 14 عامًا. 

### Tv- MA
يهدف هذا البرنامج إلى أن يشاهده الكبار والبالغون من الجماهير وقد يكون غير مناسب للأطفال دون سن 21 عامًا. تضمن البرامج التي تحمل هذا التصنيف بشكل عام الدعابة السوداء والاستخدام المتكرر للألفاظ النابية والعنف الشديد (قد يشمل الدم والدماء) و / أو موضوعات جنسية قوية.

## روابط خارجية
- إرشادات الوالدين على التلفزيون - الموقع الرسمي
- V-Chip على موقع FCC الإلكتروني